# カプリッチョ (ストラヴィンスキー)
『ピアノと管弦楽のためのカプリッチョ』（フランス語: Capriccio pour piano et orchestre）は、イーゴリ・ストラヴィンスキーが1928年から1929年にかけて作曲した作品。ストラヴィンスキーの作曲した2曲めのピアノ協奏曲であり、新古典主義時代にストラヴィンスキーが手懸けた数々のピアノ曲を代表する作品でもある。

## 成立の経緯
ストラヴィンスキー自身がソロイストとして演奏することを目的として、ヴィルトゥオーゾ向けの楽曲として構想された。『カプリッチョ』は1924年に作曲された『ピアノと管楽器のための協奏曲』に次ぐ二番目のピアノ協奏曲であった。ともにピアニストとしてのストラヴィンスキーの主要なレパートリーとする目的で作曲したが、1933年には息子のスリマ・ストラヴィンスキーがこの曲によってピアニストとしてデビューしている。
曲は『妖精の接吻』の作曲後、1928年12月から1929年9月にかけて、南フランスのニース、およびアヌシー湖に面したエシャルヴィーヌで作曲され、オーケストレーションは11月に終了した（なお、この曲の作曲中にセルゲイ・ディアギレフが没し、ストラヴィンスキーは大きな衝撃を受けている）。『妖精の接吻』でチャイコフスキーの音楽を使用したことから、チャイコフスキーのように旋律的な美しさを持つ音楽を書こうと考えた。
前作の協奏曲は最終楽章が弱かったと反省したストラヴィンスキーは、『カプリッチョ』では最終楽章のカプリッチョから書きはじめ、輝かしい音楽とした。曲全体の名前も最終楽章を元にしている。それから第一楽章、最後に第二楽章を書いた。
前作の協奏曲は荘重でピアノが打楽器的に活躍するのに対して、『カプリッチョ』はより旋律的で優美であり、ずっと軽い音楽になっている。第二楽章ではツィンバロムのように同音を連打する技法が特徴的であり、ストラヴィンスキーはこの楽章を「ルーマニアのレストランの音楽」にたとえたことがある。
1929年12月6日に、パリのサル・プレイエルにおいて、エルネスト・アンセルメの指揮により、新設のパリ交響楽団と作曲者自身のピアノ独奏によって初演が行なわれた。1949年に改訂されている。

## 編成
『ピアノと管楽器のための協奏曲』にくらべて一般的な管弦楽の編成を使用している。
- フルート3（ピッコロ持ち替え）、オーボエ2、コーラングレ、クラリネット3（小クラリネットおよびバスクラリネット持ち替え）、ファゴット2、ホルン4、トランペット2、トロンボーン3、チューバ、ティンパニ、弦楽四重奏、弦四部（ヴァイオリンが第一と第二に分かれない）[2][7]。

## 楽章構成
連続して（中断なしに）演奏される、以下の3つの楽章からなる。
- プレスト Presto ト短調
- アンダンテ・ラプソディコ Andante rapsodico ヘ短調
- アレグロ・カプリッチョーソ・マ・テンポ・ジュスト Allegro capriccioso ma tempo giusto ト長調

演奏時間は約20分。

## バレエ
『カプリッチョ』は何度もバレエ音楽として使用されている。
1947年に、ミラノのスカラ座で、レオニード・マシーンの振付によってバレエとして上演された。
1957年に、ミュンヘンのバイエルン国立歌劇場で、アラン・カーター(en)の振付と美術によって上演された。
ジョージ・バランシンの振付による1967年のバレエ『ジュエルズ』はエメラルド・ルビー・ダイヤモンドの3つの宝石をテーマにしているが、そのうちルビーは『カプリッチョ』の音楽を使用している。